# His Excellency (film 1914)
His Excellency è un cortometraggio muto del 1914 diretto da Paul Powell. Il film è interpretato da Tom Forman agli esordi della sua carriera, un attore che sarebbe diventato molto popolare all'epoca del cinema muto. Tra gli altri interpreti, appare anche il nome di Henry King, futuro regista tra i più conosciuti di Hollywood.

## Produzione
Il film fu prodotto dalla Lubin Manufacturing Company.

## Distribuzione
Distribuito dalla General Film Company, il film - un cortometraggio in una bobina - venne distribuito nelle sale USA il 27 gennaio 1914.